# 无梗五加
无梗五加（学名：Eleutherococcus sessiliflorus）是五加科五加属的植物。分布于朝鲜以及中国大陆的吉林、河北、黑龙江、辽宁、山西等地，生长于海拔200米至1,000米的地区，一般生长在森林以及灌丛中。

## 别名
乌鸦子（中国树木分类学）、短梗五加（东北木本植物图志）

## 变种
小果梗五加（学名：Eleutherococcus sessiliflorus var. parviceps）为五加科五加属无梗五加的变种。分布在中国大陆的吉林、河北等地。

## 异名
- Acanthopanax sessiliflorus (Rupr. et Maxim.) Seem.
- Acanthopanax sessiliflorus (Rupr. et Maxim.) Seem. var. parviceps Rehd.
- Eleutherococcus sessiliflorus (Rupr. et Maxim.) S. Y. Hu var. parviceps (Rehd.) S. Y. Hu